# 美榛温泉
美榛温泉（みはるおんせん）は、奈良県宇陀市榛原福地にある温泉。

## 泉質
- ナトリウム-炭酸水素塩泉（弱アルカリ性低張性冷鉱泉）
  - 泉温：22.5℃
  - 源泉温度が低いため、加温・循環濾過を行なっている。

## 温泉地
宇陀市街地の外れにある山あいに、日帰り入浴も扱う宿泊施設「美榛苑」が1軒存在する。浴室は露天風呂がなく、内風呂のみ。
長谷寺や室生寺といった名所へのアクセスも至便である。

## 歴史
- 1980年（昭和55年）- 老人福祉センターとして開設された。
- 1981年（昭和56年）- 宿泊施設として開業[1]。

## アクセス
公共交通機関
- 近鉄大阪線・榛原駅より国道165号又は国道369号経由、車で5分。

車
- 名阪国道・針ICより国道369号経由、車で20分[2]。

## 公式サイト
- 美榛苑
- 美榛苑　- 宇陀市公式サイト
- 美榛温泉　- まいどおくらです
- 美榛苑　- ニフティ温泉
- 美榛温泉　- biglobe